# Tristein
Tristein est un petit archipel de la commune de Færder , dans le comté de Vestfold en Norvège.

## Description
L'archipel se compose de trois petites îles qui se trouve dans l'Oslofjord extérieur. Le phare de Færder est situé au milieu des trois îles, qui s'appelle Midtre Tristein. Déjà au XVIIIe siècle, Midtre Tristein s'appelait Lille Færder, dans l'atlas des cartes marines anglais The English Pilot de 1780.
À environ 1,6 mille nautique au nord de Tristein se trouve l'île de Store Færder où un phare côtier alimenté au charbon datant de 1696 a été fermé lorsque le phare de Færder a été mis en service en 1857. Des ruines peuvent être attribuées à l'ancien phare. Le nouveau phare de Midtre Tristein a été nommé phare de Færder. Aujourd'hui, des sentiers historiques ont été créés sur Store Færder pour les randonneurs.

## Aire protégée
L'archipel de Tristein était auparavant dans la Zone de conservation du paysage Ormø–Færder, mais en 2013
il est devenu une partie du parc national de Færder, créé en 2013.